# Де Ниро, Роберт (старший)
Ро́берт Ма́рио Де Ни́ро — старший (англ. Robert Mario De Niro, Sr.; 3 мая 1922 года, Сиракьюс, штат Нью-Йорк, США — 3 мая 1993 года, Нью-Йорк, США) — американский художник, живописец экспрессивного направления в абстракционизме. Отец актёра Роберта Де Ниро.

## Биография
Родился 3 мая 1922 года в городе Сиракьюс в семье Генри Мартина Де Ниро (1897—1976), выходца из итальянской семьи, эмигрировавшей из Ферраццано, и Хелен М. Де Ниро (урождённой О’Рейлли) (1899—1999) ирландского происхождения.
С 1939 по 1940 год обучался живописи у Джозефа Альберса в художественной школе Black Mountain College в Северной Каролине. Затем учился в летней школе Ханса Хофмана в Провинстауне, где окончательно сформировался его художественный стиль, и где он познакомился с одной из учениц Вирджинией Адмирал, на которой женился в 1942 году.
Пара переехала в Нью-Йорк, где в августе 1943 у них родился сын Роберт, но спустя три года после его рождения пара рассталась, так как Де Ниро осознал свою гомосексуальность. Расстались они с Вирджинией по обоюдному согласию и, даже несмотря на развод, Де Ниро тесно общался с сыном всё то время, пока жил в Нью-Йорке.
В Нью-Йорке поддерживал отношения с писателем Генри Миллером, драматургом Теннесси Уильямсом и поэтом Робертом Дунканом.

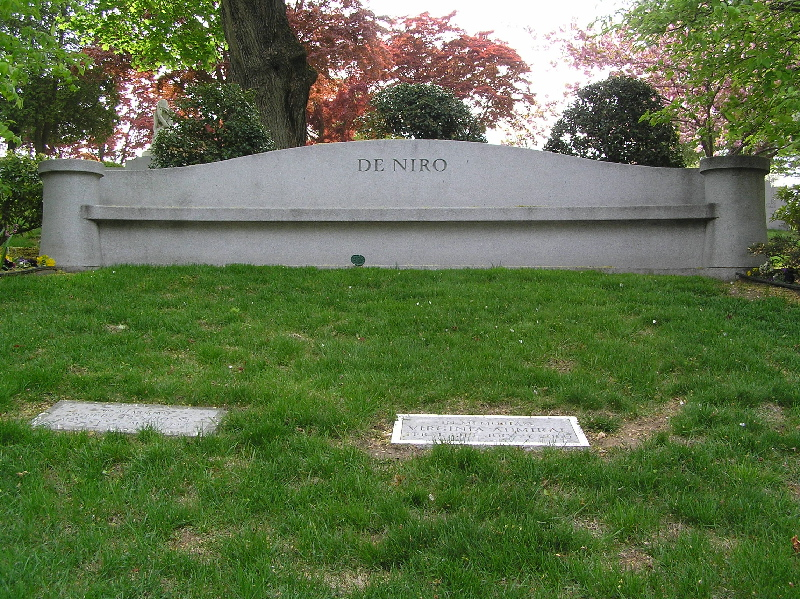
Могила Роберта Де Ниро — старшего

Роберт Де Ниро — старший умер от рака в возрасте 71 года в Нью-Йорке 3 мая 1993 года. Похоронен на кладбище Кенсико в пригороде Вальхалла (округ Уэстчестер, штат Нью-Йорк). В том же 1993 году художнику был посвящён фильм «Бронкская история», в котором его сын, Роберт Де Ниро — младший, дебютировал в качестве режиссёра.